# 이준승 (1966년)
이준승(李俊承, 1966년 ~ )은 대한민국의 행정공무원이다.

## 경력
- 2005.02 ~ 2006.01 부산광역시청 APEC준비단 기획지원과 과장
- 2006.02 ~ 2006.03 부산광역시청 정보화담당관
- 2006.03 ~ 2010.06 부산광역시청 대중교통개선기획팀 팀장
- 2010.07 ~ 2011.12 부산광역시청 예산담당관
- 2012.01 ~ 2014.12 부산광역시청 인재개발원 원장
- 2015.01 ~ 2016.11 부산광역시청 시정혁신본부 본부장
- 2016.12 ~ 2017.12 부산광역시청 교통국 국장
- 2018.01 ~ 2018.07 부산광역시청 일자리경제본부 본부장
- 2018.08 ~ 2018.12 부산광역시청 일자리경제실 실장
- 2019.01 ~ 2019.12 부산광역시청 도시계획실 실장
- 2020.01 ~ 2021.06 부산광역시청 환경정책실 실장
- 2021.07 ~ 2023.01 부산광역시청 디지털경제혁신실 실장
- 2022.05 ~ 2022.07 부산광역시 경제부시장 직무대행
- 2023.01 ~ 2023.11 행정안전부 과거사관련업무 지원단장
- 2023.12 ~ 제46대 부산광역시 행정부시장